# Боундз-Грін (станція метро)
51°36′25″ пн. ш. 0°07′27″ зх. д. / 51.606944° пн. ш. 0.124167° зх. д.
Боундз-Грін (англ. Bounds Green) — станція лінії Пікаділлі Лондонського метро. Розташована у 3-й та 4-й тарифних зонах, у районі Манор-хаус, між станціями — Арнос-гроув та Вуд-Грін. Пасажирообіг на 2017 рік — 6.39 млн осіб.
- 19 вересня 1932: відкриття станції.

## Пересадки
- На автобуси London Buses маршрутів: 102, 184, 221, 299 та нічний маршрут N91[4]
- Залізничну станцію Боуз-парк

## Послуги
| Попередня станція | Лінія | Лінія                            | Лінія | Наступна станція |
| ----------------- | ----- | -------------------------------- | ----- | ---------------- |
| Арнос-гроув       |       | Лондонське метро Лінія Пікаділлі |       | Вуд-Грін         |